# Mihailo Janković
Mihailo Janković (srbskou cyrilicí Михаило Јанковић; 1911 Bělehrad, Srbsko – 1976 Bělehrad, SFRJ) byl srbský architekt. Navrhl řadu budov v Novém Bělehradu v mezinárodním stylu, inspirovaným Miesem van der Rohe a Le Corbusierem.
Janković navrhl několik známých bělehradských budov, mezi které patří například stadion sportovního týmu Partizan (1951), budovu Domu módy na ulici Knez Mihajlova, sportovně-rekreační centrum Tašmajdan, Palác Jugoslávie (sídlo Svazové výkonné rady, resp. jugoslávské vlády, 1959), budovu Ústředního výboru Svazu komunistů Jugoslávie, tzv. Věž Ušće, 1961 a muzeum 25. května na Dedinji. Právě stadionem pro fotbalový klub Partizan, který měl kapacitu šedesát tisíc lidí, se Janković dostal do povědomí obce jugoslávských architektů. Za tuto stavbu získal ocenění na mezinárodní architektonické výstavě v Helsinkách.